# Schlacht von Shiroyama

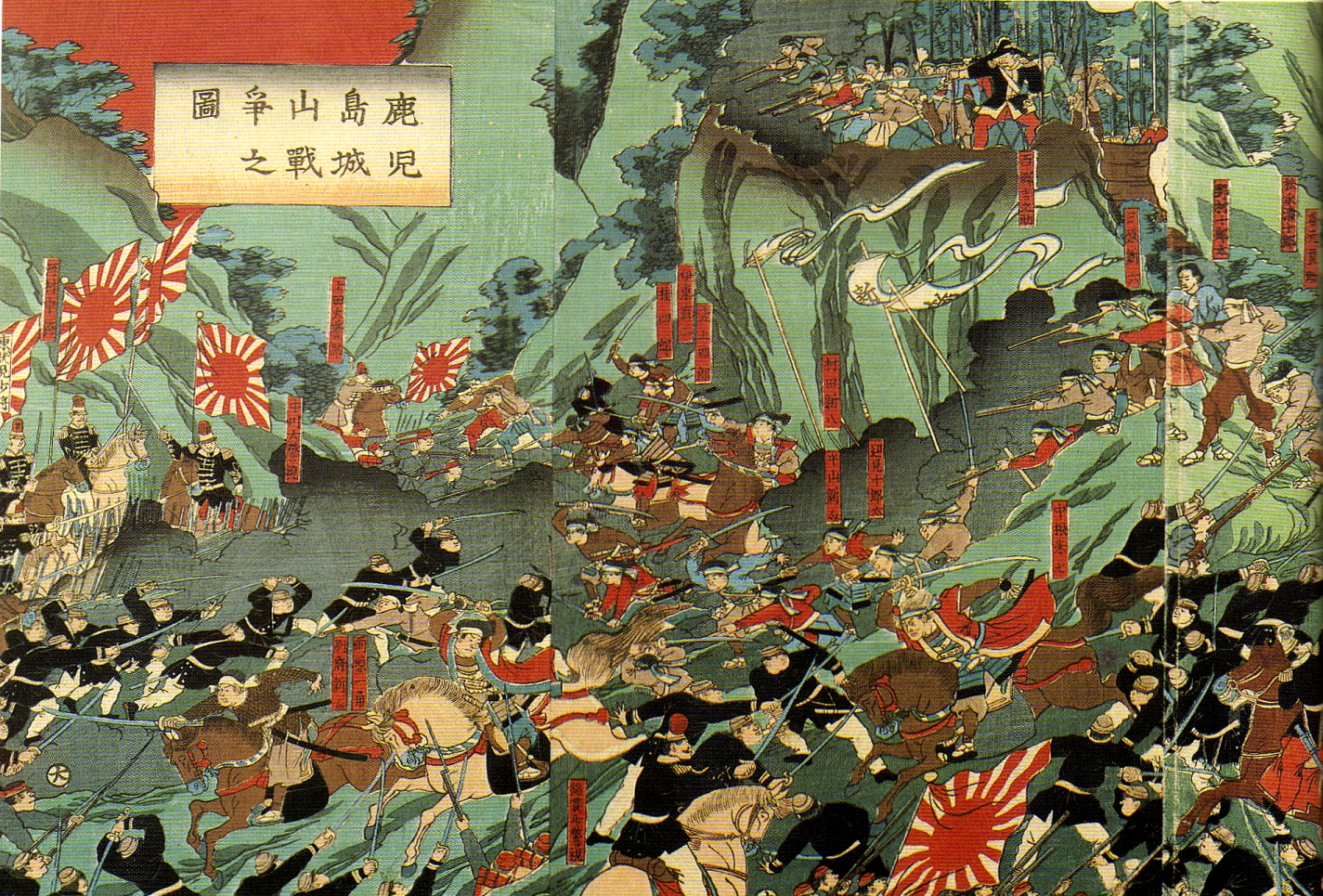
Zeitgenössische Darstellung der Schlacht: In der rechten oberen Ecke ist Saigō Takamori in seiner rot-schwarzen Uniform zu erkennen, wie er seine Truppen dirigiert.

Die Schlacht von Shiroyama (jap. 城山の戦い, Shiroyama no tatakai) fand am 24. September 1877 am Hügel Shiroyama in der heutigen Stadt Kagoshima zwischen einer kaiserlichen Armee und wenigen Hundert aufständischen Samurai statt und markiert das Ende der Satsuma-Rebellion.
Wenige hundert Samurai standen etwa 30.000 Mann gegenüber. Sie endete mit einem Sieg der kaiserlichen Truppen und dem Tod von Saigō Takamori, dem Anführer der Rebellen. Es war die letzte Schlacht zwischen einer modern ausgerüsteten Armee und einer Armee unter der Beteiligung traditionell bewaffneter Samurai.
Die Schlacht am Ende des US-Spielfilmes Last Samurai aus dem Jahre 2003 ist an die Schlacht von Shiroyama angelehnt.